# Alexander Fischer
Alexander Fischer (født 16. september 1986) er en dansk fodboldspiller, der spiller for Skive IK.
Alexander Fischer er egentlig back, men blev i Randers FC også brugt mere offensivt. 

## Karriere
Han spillede som ungdomsspiller for B82 Virum.
Han skiftede i sommeren 2009 fra første divisionsholdet Lyngby til Randers FC. Han scorede sit første mål i Superligaen den 22. marts 2010 på udebane mod Brøndby IF. Kampen endte 1-1.

### Viborg FF
Den 19. august skiftede han til Viborg FF på en kontrakt der varer til sommeren 2019.